# شائوگوان
شاوگوان (به لاتین: Shaoguan) یک شهر مرکزی در جمهوری خلق چین است که در گوانگ‌دونگ واقع شده‌است.

## خصوصیات
شاوگوان ۱۸٬۶۴۵ کیلومترمربع مساحت و ۲٬۸۲۶٬۲۴۶ نفر جمعیت دارد و ۵۹ متر بالاتر از سطح دریا واقع شده‌است.